# Hod HaSharon
Hod HaSharon (tiếng Hebrew: הוד השרון) là một thành phố Israel. Thành phố thuộc quận Trung. Thành phố có diện tích 47,2 km2, dân số năm 2009 là 21.585 người.
Chính thức tuyên bố một thành phố vào năm 1990, Hod HaSharon được tạo ra từ liên minh năm 1964 của bốn ngôi làng lân cận: Magdiel, Ramatayim, Hadar, và Ramat Hadar  chính thức diện tích đất của nó là 19,239 cây số vuông, và theo Cục Thống kê Trung ương Israel, trong tháng 12 năm 2007 thành phố có tổng dân số 45.700 người. 
Hod HaSharon nằm ở trung tâm đồng bằng Israel Sharon, một phần của đồng bằng ven biển của Israel. Thành phố này nằm khoảng 10 km (6,2 dặm) phía đông của bờ biển Địa Trung Hải, phía nam của Kfar Saba, phía đông nam của Raanana, và phía đông bắc của Ramat HaSharon. Thành phố này là khoảng 8 km (5.0 dặm) về phía tây Bờ Tây và 8 km (5.0 dặm) về phía đông bắc của trung tâm Tel Aviv.